# Mars 1958

## Évènements
- France : première livraison du pétrole saharien.

- 6 mars : le président Nasser forme le premier gouvernement de la RAU. Il exige une fusion totale avec dissolution des partis et création d’un parti unique, l’Union nationale, qui deviendra l’Union socialiste arabe dans les années 1960.

- 8 mars : le Yémen rejoint la RAU pour former les États arabes unis. Les forces armées et la politique étrangère des deux États sont unifiées.

- 17 mars (Révolution cubaine) : Fidel Castro lance un appel à la guerre totale contre le régime de Fulgencio Batista à Cuba. Le gouvernement des États-Unis décrète l’embargo sur les fournitures d’armes à Cuba (Mars), ce qui revient à placer sur un pied d’égalité la légitimité du combat du gouvernement Batista et celui de la guérilla.

- 19 mars : première réunion à Strasbourg de l’Assemblée européenne. Robert Schuman est élu président.

- 22 mars : Aimé Césaire fonde le Parti progressiste martiniquais.

- 25 mars : 
  - en RFA, le Bundestag autorise le gouvernement à équiper l’armée d’armes nucléaires si l’OTAN le demande.
  - Premier vol du prototype de l'avion de chasse canadien Avro CF-105 Arrow.

- 27 mars : 
  - Union soviétique : Nikolaï Boulganine est contraint de démissionner. Nikita Khrouchtchev cumule les fonctions de premier secrétaire du Parti communiste et de chef du gouvernement de l'Union soviétique. La direction collégiale disparaît.
  - Le livre d’Henri Alleg, la Question, dénonciation de la torture en Algérie, est saisi par la police.

- 31 mars : 
  - Canada : élection fédérale. John Diefenbaker (progressiste-conservateur) est réélu Premier ministre fédéral.
  - La diplomatie soviétique annonce l’arrêt provisoire des essais nucléaires.

## Naissances
- 1er mars :
  - Nik Kershaw, chanteur britannique.
  - Bertrand Piccard, psychiatre et aéronaute suisse.
  - Pierre Angot, compositeur de musique français.
- 3 mars : Jean-Christophe Attias, universitaire et intellectuel français.
- 4 mars : Emel Etem, femme politique bulgare, ministre et premier ministre adjointe de la Bulgarie.
- 5 mars : Andy Gibb, le plus jeune chanteur des Bee Gees († 10 mars 1988).
- 8 mars : Raymond Simard, homme politique.
- 10 mars : 
  - Sharon Stone, actrice américaine.
- 11 mars : Abdoulaye Idrissa Maïga, personnalité politique malien.
- 12 mars : Dileita Mohamed Dileita, Personnalité politique djiboutien.
  - Gary Goodyear, homme politique.
- 14 mars : Albert II, prince de Monaco.
- 15 mars : Sam Matekane, homme d'affaires et un homme politique lesothien.
- 20 mars : 
  - Raymond Centène, évêque catholique français, évêque de Vannes.
  - Holly Hunter, actrice américaine.
- 21 mars : 
  - Gary Oldman, acteur britannique.
  - Marcel Pietri, judoka français.
- 25 mars : 
  - Renauld de Dinechin, évêque catholique français, évêque auxiliaire de Paris.
  - Bernard de La Villardière, journaliste, animateur de télévision et de radio français.